# Port Hedland
Port Hedland (13 772 habitants) est une ville sur la côte nord de l'Australie-Occidentale dans la région de Pilbara à 1 320 kilomètres de Perth.

## Histoire
C'est un port de mouillage naturel en eau profonde. Principal port de la région utilisé pour la réception de pétrole et de conteneurs, il a été considéré comme idéal pour l'expédition du minerai de fer produit dans l'arrière pays. Le minerai est transporté par chemin de fer à partir des quatre grands gisements de minerai de fer à l'est et au sud de Port Hedland.
En août 2010, le port a exporté 13,6 millions de tonnes de minerai. Son trafic global (entrées et sorties, toutes marchandises confondues) a atteint 446,922 millions de tonnes en 2014 et en a fait le premier port d'Australie tandis qu'il devenait la même année le 5e du monde. Les principales autres ressources de la région comprennent les champs offshore de gaz naturel, le sel, le manganèse et le bétail. Les bovins et les ovins étaient autrefois une source majeure de revenus pour la région, mais cela a lentement décliné. Port Hedland était auparavant le terminus du chemin de fer WAGR Marble Bar qui desservait la région minière aurifère de Marble Bar.

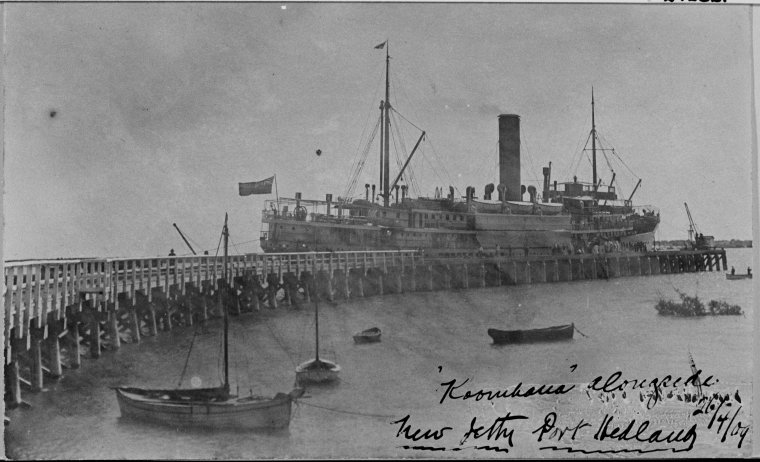
Port Hedland en 1909.

## Météo
La ville et sa région proche subissent un climat désertique chaud, codé BWh dans la classification de Köppen.
| Température maximale moyenne (°C)                | 36,3 | 36,1 | 36,8 | 35,1 | 30,5 | 27,6 | 27,1 | 29,0 | 32,2 | 34,6 | 36,1 | 36,6 | 33,2  |
| Température minimale moyenne (°C)                | 25,4 | 25,4 | 24,4 | 21,3 | 17,2 | 14,2 | 12,2 | 13,1 | 15,3 | 18,2 | 21,2 | 23,9 | 19,3  |
| Température maximale(°C)                         | 47,5 | 48,2 | 44,5 | 42,4 | 38,8 | 35,5 | 34,4 | 36,8 | 41,2 | 46,9 | 47,4 | 47,9 | 48,2  |
| Température minimale(°C)                         | 18,1 | 16,3 | 15,8 | 12,2 | 7,0  | 4,7  | 3,2  | 3,7  | 7,7  | 11,1 | 16,4 | 16,6 | 3,2   |
| Précipitations (mm)                              | 60,7 | 97,7 | 41,8 | 23,4 | 28,9 | 22,0 | 10,1 | 5,5  | 0,8  | 0,9  | 2,7  | 18,9 | 313,5 |
| Nombre de jours de pluie moyen                   | 2,5  | 2,4  | 2,9  | 0,9  | 1,5  | 1,2  | 0,8  | 0,5  | 0,1  | 0,2  | 0,3  | 0,7  | 14    |
| Source : Service de la Météorologie australienne |      |      |      |      |      |      |      |      |      |      |      |      |       |